# East Hatley
East Hatley – wieś w Anglii, w Cambridgeshire, w dystrykcie South Cambridgeshire, w civil parish Hatley. W 1951 roku civil parish liczyła 83 mieszkańców. East Hatley jest wspomniana w Domesday Book (1086) jako Hatelai.